# Libnotes divaricata
Libnotes divaricata là một loài ruồi trong họ Limoniidae. Chúng phân bố ở miền Cổ bắc.